# Јусонија
Јусонија (енгл. Usonia) је термин који је амерички архитекта Френк Лојд Рајт користио да означи Сједињене Америчке Државе уопште (дајући му предност у односу на назив Америка), а специфичније за своју визију пејзажа земље, укључујући планирање градова и архитектуру зграда. Рајт је предложио употребу придева јусонијански да би описао посебан карактер америчког пејзажа Новог света као различит и ослобођен претходних архитектонских конвенција.

## Јусонијанске куће
Термин „јусонијански” се обично односи на групу од приближно 60 породичних кућа за средњу класу које је пројектовао Френк Лојд Рајт почевши од 1934. године са кућом Вили, при чему већина сматра Прву кућу Херберта и Кетрин Џејкобс из 1937. године првом правом „јусонијанском” кућом. „Јусонијанске куће” су типично мале, једноспратне грађевине без гараже или много простора за складиштење. Често су у облику слова L како би се уклопиле око вртне терасе на необичним и јефтиним плацевима. Карактеришу их домаћи материјали; равни кровови и велики конзолни надстрешници за пасивно соларно грејање и природно хлађење; природно осветљење са клеристоријским прозорима; и подно грејање са зрачењем. Још једна карактеристична одлика је да су обично слабо изложене са предње, 'јавне' стране, док су задње, 'приватне' стране потпуно отворене ка спољашности. Снажна визуелна веза између унутрашњег и спољашњег простора важна је карактеристика свих јусонијанских кућа. Реч надстрешница за аутомобил (carport) сковао је Рајт да опише надстрешницу за заштиту паркираног возила.
Историјски дистрикт Јусонија је планска заједница у Плезантвилу, Њујорк, изграђена 1950-их година по овом концепту. Рајт је сам пројектовао три од 47 кућа.
Варијанте дизајна куће Џејкобс постоје и данас. Јусонијански дизајн се сматра једним од естетских корена кућа у стилу ранча, популарних на америчком западу 1950-их.

### Јусонијанска кућа на ФСЦ-у
Године 2013, Колеџ Јужна Флорида (Florida Southern College) изградио је зграду коју је назвао „Јусонијанска кућа”, према плановима које је Рајт креирао 1939. године у оригиналном дизајну за једну од двадесет стамбених јединица за професоре. Кампус садржи колекцију зграда Френка Лојда Рајта, а ова из 2013. је тринаеста Рајтова грађевина, у колекцији познатој као Дете сунца. Ова додатна зграда од 160 m² (1.700 sq ft) укључује конструкцију од текстилних блокова и обојено стакло у перфорираним бетонским блоковима, и садржи намештај који је дизајнирао Рајт. У њој се налази Центар за туризам и образовање породице Шарп, центар за посетиоце који долазе у кампус да виде Рајтове зграде, и укључује Рајтове фотографије и документарни филм о архитектовом раду у овој школи.

## Порекло речи
Чини се да је реч јусонијански сковао Џејмс Даф Ло, шкотски писац рођен 1865. године. У збирци разних текстова, Овде и тамо на две хемисфере (1903), Ло је цитирао сопствено писмо (датирано 18. јуна 1903) које почиње: „Ми из Сједињених Држава, из поштовања према Канађанима и Мексиканцима, немамо право да користимо назив 'Американци' када се односимо на ствари које се тичу искључиво нас самих.” Наставио је признајући да је неки аутор предложио „Усона” (Usona, од United States of North America), али да он преферира облик „Јусонија” (Usonia, од United States of North Independent America). Можда најранија објављена употреба од стране Рајта била је 1927. године:
Али зашто је овај термин „Америка” постао репрезентативан као назив за ове Сједињене Државе, како код куће тако и у иностранству, не може се присетити. Самјуел Батлер нам је дао добро име. Назвао нас је Јусонијанцима, а нашу нацију удружених држава, Јусонија.— Френк Лојд Рајт
Међутим, ово може бити погрешна атрибуција, јер за сада нема других објављених доказа да је Батлер икада користио ту реч.
Хосе Ф. Бускаља поново користи термин јусонијански да се односи на народе, националну идеологију и неоимперијалну традицију Сједињених Америчких Држава.
Мигел Торес-Кастро користи термин јусонијански да се односи на порекло атлантског тупика коришћеног у дечјој књизи Јупу тупик: јусонијанска прича. Птица је тупик из Мејна, САД.

## Познате јусонијанске куће

### Претече јусонијанских кућа
- Кућа Малколма Вилија 1934, Минеаполис, Минесота
- Кућа Питерс-Маргедант 1934, Универзитет у Евансвилу, Евансвил, Индијана.[а]

### Јусонијанске куће
- Прва кућа Херберта и Кетрин Џејкобс, „Џејкобс I”, 1937, Медисон, Висконсин
- Кућа Пола и Џин Хана, „Кућа Саће”, 1937, Пало Алто, Калифорнија
- Кућа Бенџамина Ребуна 1937, Грејт Нек Естејтс, Њујорк
- Кућа Ендруа Ф. Х. Армстронга 1939, Огден Дјунс, Индијана
- Кућа Џозефа Јухтмана 1939, Балтимор, Мериленд
- Кућа Бернарда Шварца 1939, Ту Риверс, Висконсин
- Кућа Џорџа Стерџеса 1939, Лос Анђелес, Калифорнија
- Кућа Џона и Рут Пју 1939, Шорвуд Хилс, Висконсин
- Кућа Хаус 1939, Лансинг, Мичиген
- Кућа Сиднија Базета (такође позната као кућа Базет-Френк) 1940, Хилсборо, Калифорнија
- Кућа Геч–Винклер 1940, Окимос, Мичиген
- Кућа Грегора С. и Елизабет Б. Афлек 1940, Блумфилд Хилс, Мичиген
- Кућа Розенбаум 1940, Флоренс, Алабама
- Резиденција Теодора Берда 1940, Амерст, Масачусетс
- Кућа Кларенса Сондерна 1940, Канзас Сити, Мисури
- Кућа Поуп–Лихи 1941, Александрија, Вирџинија
- Кућа Стјуарта Ричардсона 1941 (изграђена 1951), Глен Риџ, Њу Џерзи
- Кућа Алвина Милера (такође позната као резиденција Алвина и Инез Милер) 1946, Чарлс Сити, Ајова
- Кућа Ерлинга П. Браунера 1948, Окимос, Мичиген
- Ејкерс, Гејлсбург, Мичиген

- Кућа Самјуела и Дороти Епстајн 1949.
- Кућа Ерика и Пет Прет 1949.
- Кућа Кертиса и Лилијан Мајер 1949.
- Кућа Дејвида и Кристин Вајсблат 1949.

- Парквин Вилиџ, Каламазу, Мичиген

- Кућа Ворда Макартнија 1949.
- Кућа Роберта и Реј Левин 1948.
- Кућа Роберта Д. Вина 1949.
- Кућа Ерика В. Брауна 1949.

- Јусонија Хоумс, Плезантвил, Њујорк

- Кућа Сола Фридмана 1949.
- Кућа Едварда Серлина 1951.
- Кућа Роланда Рајзлија 1951.

- Кућа Кенета и Филис Лорен 1949, Рокфорд, Илиноис
- Кућа Мелвина Максвела и Саре Стајн Смит 1949, Блумфилд Хилс, Мичиген
- Кућа Велцхајмер/Џонсон 1949, Оберлин, Охајо
- Кућа Доналда Шаберга 1950, Окимос, Мичиген
- Кућа Карла А. Стејлија 1950, Норт Медисон, Охајо
- Резиденција Џ. А. Свитона 1950, Чери Хил, Њу Џерзи
- Кућа Симора и Герте Шавин 1950, Чатануга, Тенеси
- Кућа Лоуела и Агнес Волтер 1950, Кваскетон, Ајова
- Кућа Краус 1950, Керквуд, Мисури
- Кућа Нејтана Рубина 1951, Кантон, Охајо
- Сеоска кућа Мјурхед 1951, Хемпшир, Илиноис
- Кућа Цимерман 1951, Манчестер, Њу Хемпшир
- Кућа Џона Д. Хејнса 1952, Форт Вејн, Индијана
- Кућа Френка С. Сандера 1952, Стамфорд, Конектикат
- Резиденција Р. В. Линдхолм, „Ментиле”, 1952, Донегол, Пенсилванија (демонтирана и премештена са оригиналне локације у Клокету, Минесота)
- Кентак Ноб 1953, Стјуарт Тауншип, Пенсилванија
- Кућа Џона и Сид Добкинс 1953, Кантон, Охајо
- Кућа Бакман–Вилсон 1954, Милстоун, Њу Џерзи
- Кућа Елиса Фејмана 1954, Кантон, Охајо
- Кућа Џона Е. Кристијана „Самара” 1954, Вест Лафејет, Индијана
- Кућа Џ. Вилиса Хјуза „Фаунтинхед”, 1954, Џексон, Мисисипи
- Кућа Вилијама Л. Такстона Млађег 1955, Хјустон, Тексас
- Кућа Луиса Пенфилда 1955, Вилоуби Хилс, Охајо
- Кућа Седрика Г. и Патрише Нилс Боултер 1956, Синсинати, Охајо
- Кућа Дадлија Спенсера 1956, Вилмингтон, Делавер
- Кућа Доналда К. Данкана 1957, Донегол, Пенсилванија (демонтирана и премештена са оригиналне локације у Лајлу, Илиноис)
- Кућа Евелин и Конрада Гордон 1957, Вилсонвил, Орегон (касније премештена у Силвертон, Орегон)
- Кућа и викендица Лавнес 1957, Стилвотер, Минесота
- Кућа Роберта Х. Сандеја 1957, Маршалтаун, Ајова
- Резиденција Џона Гилина 1958, Далас, Тексас
- Кућа Пола Џ. и Ајде Трир 1958, Џонстон, Ајова

#### Аутоматске јусонијанске куће
Аутоматске јусонијанске куће су прављене од бетонских блокова. У покушају Рајта да додатно смањи трошкове становања, клијенти су могли сами да учествују у изради блокова и тиме у изградњи зграде (као што је случај са кућом Трејси).
- Резиденција Бенџамина Ејделмана 1951, Финикс, Аризона
- Резиденција Артура Пајпера 1952, Парадајс Вали, Аризона
- Кућа Џералда Б. и Беверли Тонкенс 1954, Амберли Вилиџ, округ Хамилтон, Охајо
- Кућа Туфика Х. Калила 1955, Манчестер, Њу Хемпшир
- Кућа Теодора А. Папаса 1955, Таун енд Кантри, Мисури
- Кућа Трејси 1956, Норманди Парк, Вашингтон
- Кућа Дороти Х. Теркел 1956, Детроит, Мичиген

- Поглед на Велику собу у кући Тонкенс
- Спољашњост куће Дороти Х. Теркел